# James Apjohn
James Apjohn (1 de setembro de 1796 – 2 de junho de 1886) foi um químico irlandês.

## Vida
Apjohn estudou medicina no Trinity College (Dublin).
Participou do Congresso de Karlsruhe de 1860.